# Магнетна резонантна томографија
Магнетна резонантна томографија (МРТ) (енгл. Magnetic Resonance Imaging - MRI), је радиолошка метода која се заснива на примени јаког магнетног поља и савремене рачунарске технике за обраду слике у циљу сагледавања унутрашњих структура и функционисања тела. Магнетна резонанција (МР) је један од последњих револуционарних проналазака у радиолошким дијагностичким методама. МРT се заснива на принципима нуклеарне магнетне резонанције (НМР) технике спектроскопије коју користе научници за добијање података о хемијским и физичким својствима молекула
Године 1983, Америчко удружење радиолога је, да би уклонило асоцијацију на нуклеарне реакције и атомску бомбу, а пре свега због развоја радиофобије код људи након нуклеарних катастрофа на острву Три Миље 1979. и Чернобиљу 1986, предложено је да се из назива нуклеарна магнетна резонанција, изостави термин нуклеарна па је у медицини НМР добила нови назив, познат као магнетна резонантна томографија.
Joel D.Howell експерт за историју медицине, овако износи свој став према промени назива:
То је учињено због неких интереса у корист МР која се већ дуго користи за проучавање неживих објекта под именом нуклеарна магнетна резонанције („НМР“). Када је ова технологија почела да се примењује на људским бићима, назив је промењен у МР како машине са именом „нуклеарна“ не би уплашиле људе.
Нови назив омогућио је лакши продор ове технике на тржиште, међутим и даље се у пракси може наићи на примену оба термина.

## Историјат методе

### Нуклеарна магнетна резонанца
Развој магнетне резонантне томографије почиње почетком 20. века истраживањима квантно механичке природе атомских језгра, 1930, од стране физичара Исидора Рабија (1898—1988), са Универзитета Колумбија, који је први почео да проучава магнетска својства атома. Он је излагао молекуле литијум хлорида магнетним пољима и радио-таласима са циљем да подстакне и измери фреквенције која се јавља у току резонанције када језгро апсорбује енергију радио-сигнала. Ова техника омогућила је Рабију да сазна како су атоми везани заједно и како им се понашају језгра погођене у близини атома. Исидор Раби са својим сарадницима 1938, вероватно није очекивао да ће његово откриће бити значајно не само за физику већ и за медицину.
У 1946. Едвард Парцел и Феликс Блох, независно, први су открили феномен магнетне резонанце. Прво је Едвард Парцел (Edward Purcell 1912-1997), демонстрирао постојање НМР-а у случају једног литра парафина у чврстом стању, чији су водоником атоми, односно њихова језгра (протони), испољила иста својства као нуклеарна језгра у Рабијевом експерименту. Скоро истовремено, Феликс Блох (Felix Bloch 1905-1983), је на Стенфордском (Станфорд) Универзитету, показао постојање нуклеарне магнетне резонанце у случају водоникових језгара који су се налазили у води, у малом контејнеру запремине два кубна сантиметра. Истраживачи из других академских центара одмах су уочили велики значај Парцеловог и Блоховог метода за испитивање особина нуклеарних језгара у саставу молекула, течности и чврстих тела и за ово откриће 1952. оба истраживача предложили за доделу Нобелове награде. Између 1950. и 1970, НМР је непрекидно развијана и коришћена само за хемијске и физичке анализе молекула.
Године 1972, је први пут представљена компјутеризована томографија (СТ), заснована на рендген емисији.

„Овај датум је био и прекретница у историји магнетне резонантне томографије, јер је ово откриће показало да су болнице спремне да добровољно троше велике суме новца за визуелну (енгл. „imaging“) медицинску опрему.“

### Магнетна резонантна томографија
Магнетне резонантна томографија је релативно нова технологија. Први снимци начињени МРТ су објављени 1973, прва слика пресека живога миша је објављен у јануару 1974. Ране студије на људима су објављене 1977. Поређења ради, прва радиографија човека обављена је 1895.
За пионира у области примене магнетне резонанце у медицини сматра се Пол Лотербур (Paul C. Lauterbur; 1929-2007), који је у часопису Природа 16. марта 1973. објавио текст под називом; (енгл. Image formation by Induced Local Interaction; Examples Employing Magnetic Resonance)- „Креирање слика помоћу индуковане локалне интеракције; примери употребе магнетне резонанције“.
Пол Лотербур је открио да се градијенти у магнетном пољу могу користити за стварање дводимензионалне слике,

„Пол Лотербур је 1973. предложио да се уместо хомогеног магнетног поља користи магнетно поље са малим локалним варијацијама (градијентима) и да се тако омогући снимање НМР сигнала који се мења од једног до другог места пацијентовог тела. Али, то је наметнуло нови проблем - Како ови променљиви сигнали да се сниме и да се помоћу њих добије слика која ће приказивати разне црно-беле нијансе на разним местима?“
Овај математички проблем решио је 1977. енглески физичар Питер Менсфилд (Sir Peter Mansfield, 1933-), својим математичким анализама градијента слике.
„На крају, требало је конструисати комору величине нормалног човека у којој би могло (по потреби) да се оствари магнетно поље које је више од 20.000 пута јаче од Земљиног магнетног поља (магнетно поље се карактерише величином магнетне индукције Б чија је основна јединица један Тесла (1Т), а некад је основна јединица била један Гаус (1Г), при чему је индукција од 1Т 10.000 пута већа од индукције величине 1Г; Земљино магнетно поље има магнетну индукцију од приближно 0,5 Г, односно 0,00005 Т)... То је био задатак који је успешно решен крајем седамдесетих и раних осамдесетих година прошлог века, па су тиме били остварени сви услови да метод НМР крене у свет медицине“.
Године 1974. Рејмонд В Демадиен (енгл. Raymond V. Damadian), патентира дизајн и употребу магнетне резонанције (У. С. патент 3.789.832) за откривање рака. Године 1980, он је направио први комерцијални МРТ апарата, али није успео да га прода и он никада није клинички коришћен.
у 1980. за један снимак било је потребно око 5 минута, да би се до 1986, време снимања скратило на 5 секунди без значајних губитака на њеном квалитету. У истој години је направљена и НМР микроскоп, што је омогућавало постизање резолуције од 10 mm на узорцима 1 см.
Године 1988, Димулен побољшава МР ангиографију, тако што је омогућио приказивање протока у крвним судовима без коришћења контрастног средства.
Године 1991,, за достигнућа у области импулсне НМР и МР, Ричард Ернст је добио Нобелову награду за хемију.
Комисија за доделу Нобелове награде игнорише пионира у приказивању МР Рајмонда В Демадиена и Нобелову награду за ова открића и велике предности у примени магнетне резонанције у медицини, додељује Полу Лотербуру и Сер Питеру Менсфилду у области физиологији или медицине (мада је у стварању МРИ метода учествовало више истраживача).
Коришћење МРИ уређаја, односно МРИ скенера, показало се веома корисно за брзо и прецизно постављање дијагнозе код промена на меким ткивима, посебно код прегледа мозга и срца. Како код ових уређаја не постоји опасност од јонизујућег (рендген) зрачења, они су све више били у предности у односу на метод компјутеризоване томографије (CT).

## Опрема

### Основне компоненте апарата
- Тунел са магнетима
- Магнет, радиотрансмитер, велике снаге
- Радиофреквентни калемови
- Рачунар (компјутер) за обраду података

### Тунел са магнетима
Тело апарата за МРТ састоји се од великог цилиндра у облику тунела (цеви или прстена), који на крајевима може бити затворен или отворен. Цилиндар је окружен кружним магнетима који производе магнетно поље у чијем средишњем делу се налази лежај за смештај пацијента.
Такође изнад цилиндра или прстена, апарата, према плафону, апарат се наставља неком врстом цеви, сличној димњаку, кроз коју пролазе разни каблови, системи за хлађење и проветравање и противпожарни системи.
Унутрашњост апарата има сав комфор за пацијента (као што је осветљење, вентилација ...) и средстава комуникације између пацијената и лекара (микрофон и звучнике). Њен унутрашњи пречник варира незнатно, зависно од произвођача и модела, али је око 60 cm у пречнику.

### Магнет, радиотрансмитер, велике снаге
Магнет је срце апарата и уједно најскупљи део магнетне резонанце (МРТ). Унутрашњост магнета је у облику тунела, довољно великог да се у њега смести тело болесника, а израђен је од суперпроводљиве жица, дужине неколико километара која се хлади течним хелијумом на температури близу апсолутне нуле (-273,15 °C или 0 К) што омогућава скоро нулти отпор. Калеми жице се хладе на температуру од 4,2 K., урањањем у посуде са течни хелијум. Ова посуда је обично окружена боцом са течним азотом (77,4K), која служи као термоизолатор између собне температуре (293 K) и течног хелијума.
Његова улога је да произведе константно и трајно магнетно поље, које је паралелно са уздужном осом болесника који лежи у магнетном тунелу. Главно магнетно поље одређује резонантну фреквенцију али и висину сигнала који скоро линеарно расте са порастом поља (у оквиру вредности које се данас редовно користе (0.2 до 3 Т). Што је поље јаче (3 Т и више), такође расту и диелектрични ефекти самог ткива што отежава снимање и уводи нове артефакте. Ипак, повишен ниво сигнала омогућава снимање у већој резолуцији (са више детаља) и тањих слојева.
Јачина магнетног поља које се користи у МР мери се јединицом „тесла“ (Т). Јачина ових уређаја креће се од 0,1 до 8,5 Т. У клиничке сврхе користе се магнети јачине између 0,1 и 4,0 Т, (најчешће између 0,5 и 1,5 Т) а у експерименталним лабораторијама и до 8,5 Т, па и више)
- Главне квалитативне особине магнета су:

- магнетно поље високог интензитета (како би се побољшао однос сигнал-шум);
- добра временска стабилност магнета (магнетно поље мора имати стални интензитет);
- добра хомогеност магнетног поља (нпр. 0,2 ррм (делова на милион) у простору пречника 36 см што је просек пречника антене који емитује или прима кранијални прозор што је минимално поље хомогености који мора да испуне произвођачи МРТ апарата у већини земаља света).

- Ови квалитети се траже код три врсте магнета који постоје на тржишту:

- Перманентни магнети.
- Електромагнетни или хибридни магнет.
- Суправодљиви магнети, (данас су суправодљиви магнети најчешћи).

Повећања магнетног поља омогућава значајно побољшање квалитета слике добијене МРТ, али се поставља питање о утицају интензитета магнетног поља на људски организам?
Досадашња истраживања, нису показала никакав штетан ефекат на тело, осим пар „вртоглавица“, због слабије индукције електричне струје у појединим неуронским структурама мозга.

### Радиофреквентни калемови
Једна од основних компоненти МР апарата су калемови. Њихова сврха је да пренесу радио фреквентне импулсе до ткива и / или региструју долазне сигнале. У тренутку ротације протона око равни јаког магнетног поља индукује се електрична струја (МР сигнал) коју региструју намотаји који се постављају око делова тела који се снимају. Тако настаје контрастна резолуција добијене слике, односно могућност да се поједина ткива разликују зависно о јачини магнетизације односно од јачине електричног сигнала на намотајима смештеним око делова тела који се снимају.
Сликовито речено, ако се намотаји споје са електричном сијалицом, сијалица ће засветлети (што зависи од јачине магнета и карактеристика ткива).
Постоји неколико типова калемова:
- Калемови звука – су део сваког МР апарата. Потпуно окружују људско тело или његов део. Пример; ". калемови за главу (слично као кавез који се користи да се снимање главе), али и велики калем уграђен у самом телу апарата чија је сврха да емитује импулсе радиофреквентних таласа
- Површинских калемова – прикључени су директно на површину тела и они варирају у облику и намени. Они примају сигнале са површинских структура органа (служе за пријем сигнала)
- „“ или намотаји за поравнање - користи се за активно поравнање хомогености главног спољашњег магнетског поља.
- Градијент намотаји – омогућавају посебну регулацију магнетног поља калемова – омогућавају подешавања на месту прегледа, јер они препознају уређај са кога долазе сигнали и омогућавају прецизну просторну локацију долазних сигнала и правилну реконструкцију резултате снимања. Они такође изазивају типична шум у раду уређаја.

### Рачунар (компјутер) за обраду података
Сви добијени подаци рачунарски се обрађују и производе се серијске снимци слојева ткива у све три главне равни или комбинацијом тих равни, што омогућава добијање контрастне резолуције и савршене просторне резолуције што је врло важно хирурзима пре планирања оперативног или некога другог инвазивног захвата.

## Врсте уређаја
Најважнији део апарата за магнетну резонанцу је спољашњи извор магнетног поља - магнет. Снага овог поља је дате у јединицама Тесле (Т) и креће се у просеку од 0,2 до 3 Т (експерименталне уређаји имају и > 8 Т). Магнетно поље мора да буде врло хомогено - а то је један од разлога великих техничких проблема у њихове производње и намеће високе цене израде.
Према начину производње магнетног поља апарати за МРТ се дела у три основне категорије:
- Апарати са сталним магнетима - магнетно поље ствара материјал у сталном магнетном пољу што захтева додатну снагу. Недостаци су ниска вредност магнетног поља - само 0,3 Т, осетљивост на промене температуре и велика тежина (до 100 тона). Ови уређаји се због низа проблема у конструкцији и коришћењу више не употребљавају и не производе.
- Апарати са електро - магнетним пољем; које ствара електрична струја, током проласка кроз калемове. Они имају магнетна својства само када електрична струја пролази кроз њих. Ови апарати имају велику потрошњу енергије и захтевају масивно хлађења. Они су у стању да достигну већу снагу од апарата са сталним магнетима. Код ових уређаја је врло тешко (због карактеристика самог материјала) постићи довољно хомогена поља јача од 0.4 Т. Ипак врло су дуготрајни, јефтини за коришћење, поуздани и данас са добрим својствима. Врло су тихи и комфорни за пацијенте (називају се и „отворени"). Посебно су познати као погодни за интервенције (хирургија, патологија итд). Магнетно поље код њих није могуће искључити.

- Апарати са хибридним магнетима – имају предност јер су комбинација претходна два типа

- Апарати са суправодљивима магнетима - данас су у експанзији. Магнетно поље се подешава у драјверима, која се хладе на температури од -269° С, које тиме стиче супрапроводљива својства. Резултат је губитак електричног отпора, што омогућава стварања сталног магнетног поље, без потребе за додатним напајањем електричном струјом. Да би се очувала суправодљивост није потребно да се допуњавају течним хелијумом или азотом. Главна предност овог типа апарата, је могућност да постигну високу снагу и хомогено магнетно поље. Недостатак је висока цена и прилично високи оперативни трошкови, као и доста јак бука приликом снимања, а и услови снимања и рада су им нешто строжи него код перманентних.

Према јачини магнетног поља уређаје за МР томографију делимо на:
- МРТ ниског поља јачине - 0,15 Т до 0.5 Т
- МРТ средње поља јачине - 0.5 Т до 1 Т
- МРТ високог поља јачине - 1 Т до 3 Т
- МРТ експериментални - више од 3 Т(4 Т, 5 Т, 7 Т, 8 Т, ...) употреба експерименталних уређаја није дозвољена у стандардним медицинским процедурама.

Ради упоређења односа јачине, земљино магнетно поље је јачине 50 μТ (0.00005 Т), или 1,5 Т је магнетно поље 30.000 јаче од Земље.
Апарата са слабим и јаким магнетним пољем имају своје предности и мане - што не значи да су јача поља увек боља. Апарати са снажним магнетним пољем омогућава бољу просторну резолуцију и брзу динамичку МР спектроскопију испитаника.
Контраст снимака ткива је код апарата са слабијим магнетним пољем боља а имају и значајно ниже оперативне трошкове.
Сами магнети морају да буде одвојени од свог окружења, јер јака магнетна поља могу негативно утицати на осетљиву електронску опрему али и на испитанике са пејсмејкером и другим протетским помагалима. Такође уређај мора да буде одвојен од утицаја спољашње средине, нарочито од широког опсега радио-таласа, како би се избегле сметње у коришћењу радио фреквенција таласа. Зато је цео систем смештен у тзв. Фарадејев кавез.

## Принцип рада
МРТ заснива се на кретању протона (малог магнетног дипола са северним и јужним полом) из језгра водоника, који садржи тзв. магнетни момент или спин. Људско тело, се већим делом, састоји од масти и воде. Маст и вода, се састоје од много атома водоника, или људско тело се састоји од 63% атома водоника. Атом водоника емитује за НМР сигнале, који приказује слику, углавном захваљујући сигналима из његовог језгра. У свакој ћелији се налазе молекули воде. Сваки молекул воде састоји се од једног атома кисеоника и два атома водоника, а сваки атом водоника садржи само један протон. Атомска језгра елемената са непарним бројем протона (као што је водоник) и/или неутрона поседују механички момент (спин) и њему придружени магнетни момент, који се може представити и као слабо магнетно поље, које емитује сигнале за НМР. Како спин поседује и механички момент, он се понаша и као чигра коју спољашње магнетско поље не може потпуно да оријентише већ га наводи на прецесионо кретање и у спољашњем магнетском пољу спин прецесује око правца поља нагнут под одређеним углом. При чему је прецесиона фреквенција једнака резонантној фреквенцији.
Енергија спина у спољашњем магнетском пољу, зависи од угла који спин заклапа са пољем, а сваком углу одговара одређена енергија то су енергијска стања спина подељена на дискретне, добро дефинисане нивое. Спинови из једног енергијског нивоа могу да пређу у други под утицајем електромагнетних таласа, ако је енергија електромагнетног таласа једнака енергијској разлици међу нивоима;
Када се енергије поклопе онда спин има једнаку вероватноћу да се нађе у неком од дозвољених стања, дакле, долази до резонанције. Отуда је и метода добила име нуклеарна магнетна резонанција (НМР)
Кад се болесник у тунелу уређаја, изложи снажном, магнетном пољу, сви његови протони слажу се у смеру магнетног поља (слично као што се игла компаса окреће у Земљином магнетском пољу). Притом протони не мирују него ротирају око смера магнетног поља у којем се налазе. Учесталост тог ротирања („Лармор фреквенца“) је пропорционална јачини спољњег магнетског поља.
Тело болесника постаје намагнетисано, а јачина намагнетисаности зависи од броја протона унутар волумена ткива, односно од густине протона. Како у телу постоји велики број протона, настаје јака магнетна индукција, која ствара електричну струју у намотајима смештеним око дела тела који се излаже магнетном пољу.
Након што се болесник положи у јако магнетно поље, додатно се према њему усмере радиофреквентни електромагнетни таласи. Ти накнадно произведени таласи узрокују да се протони, већ раније сложени у правцу равни јаког магнетног поља, одмакну од главне равни и почну око ње ротацију у смеру казаљке на сату. Да би се то догодило, фреквенца примењених електромагнетских радио-таласа мора бити једнака фреквенци процесуирајућих протона, (тзв. „феномен магнетне резонанце“, по чему је метода добила име).
У тренутку ротације протона око равни јаког магнетног поља индукује се електрична струја (МР сигнал) коју региструју завојнице лоциране око делова тела који се снима. Сликовито речено, ако је завојница спојена са електричном сијалицом, сијалица ће засветлети. Јачина тог светла, зависи од јачине магнетног поља и због тога је важна јачина главног магнетског поља - што је оно јаче, то је слика светлија и боља за каснију анализу.
Ткива која имају јачи магнетизам (садрже више протона) дају ће јачи сигнал и слика ће бити светлија и обратно, ткива са мањом магнетизацијом даје тамнију слику. Тако настаје контрастна резолуција добијене слике, односно могућност да се поједина ткива разликују зависно о јачини намагнетисаности коју поседују и створеног електричног сигнала на намотајима смештеним око делова тела који се снимају.
Густина протона један је од чинилаца који утиче на осветљеност и контрастност слике. Али постоји још неколико параметара који утичу на однос сигнала које поједини делови ткива емитују. Најважнији од њих су времена кад се региструје електрични импулс у намотају који прима магнетизацију.
У времену између две индукције радиофреквентним таласима, протони ткива пролазе кроз два различита времена - времена релаксације (Т1 и Т2);
- Т2 је време у којем се већина протона (63%) вратила након престанка индукције радио-сигнала назад у главно магнетно поље.
- Т1 је време у којем главно магнетно поље враћа већину свог максимума.

Различита ткива имају различито трајање Т1 и Т2 времена, на основу чега се такође ствара контрастна резолуција. Комбинацијом добијања слике у Т1 и Т2 времену лекар добија потпунију информацију и тако ствара слику комбинације интензитета разних ткива. Затим се оцењује да ли испитивани органи имају сигнал, као код здравих ткива, или нека ткива шаљу промењене сигнале, што упућује на могућност да су таква ткива захваћена неким процесом.
Сви добијени подаци рачунарски се обрађују и серијски снимају слојеве ткива у све три главне равни а комбинацијом тих равни, добија се и савршена просторна резолуција. То је, на пример, врло важно хирурзима за планирања оперативног или некога другог инвазивног захвата.

## Техника снимања
- МРА се обично ради о амбулантним условима.
- Испитаник се поставља у лежећем положају на покретни сто и каишевима се фиксира за њега како би одржао правилан положај тела током снимања.
- Мали уређаји који садрже намотаје жице способне за слање и пријем радио-таласа могу бити постављени у близини или поред дела тела који се испитује.
- Ако се у току МРА користи контраст сестра или лекар испитанику постављају интравенску линију, најчешће на руци, кроз коју се постепено убризгава контраст. Након почетне серије скенирања без контраста, следећи низ снимака ће бити снимљен у току или након убризгавања контраста.
- За време снимања медицинско особље се налази у командној соби одакле управљају и контролишу ток снимања.
- Када је испитивање завршено, испитаник чека извесно време док радиолог проверава снимке како би у случају потребе могао да сачини и додатне.
- Након завршеног снимања интравенска линија се уклања.
- МРА углавном укључује више радних процеса (секвенци), од којих неки могу трајати неколико минута, а цео поступак снимања обично траје од 30 до 60 минута.

### Предности
Магнетна резонантна томографија је једна од тренутно најсавременијих радиолошких дијагностичких метода у дијагностиковању обољења органа и органских система целог тела, са предоминацијом на централни нервни систем, који је до појаве компјутеризоване томографије био недоступан радиолошкој дијагностици.
Главне предности магнетне резонантне томографије (МРТ) у односу на друге радиолошке методе су ;
- висока осетљивост на промене садржаја воде унутар ткива у патолошким стањима, као и висока контрастност различитих ткива
- висока осетљивост у откривању тумора, њиховог смештаја и односа према околини, што пружа боље информације о обиму перитуморског едема, крварењу, некрози, као и епендималном или менингеалном ширењу тумора лобање.
- савршена визуелизација органа која се приближава сликама из анатомског атласа, јер је МРТ сензитивнија и резолутнија метода од компјутеризоване томографије
- добијени снимци, органе приказују у све три главне равни или њиховој комбинацији,
- у току снимања не користи се рендгенско зрачење и, колико је досада истражено МРТ нема штетних дејстава на организам,
- потпуно безболна, неинвазивна, комфорна и безопасна метода, како за пацијента тако и за здравствено особље које учествује у прегледу,
- присуство ваздуха у телу и коштане структуре нису препреке које онемогућавају визуелизацију ткива.

### Недостаци
- За разлику од CT-ангиографије, МРТ није у стању да сачини слике депозита калцијума.
- Понекад се снимци начињени МРТ неких артерија не подударају са онима добијеним конвенционалном катетер ангиографијом.
- МРТ малих крвних судова, може понекад правити потешкоће, а понекад може бити тешко и да се одвоје прикази артерија од вена.
- Код испитаника који не могу дуже да леже, или код оних који се не могу положити на леђа, снимци начињени МРТ могу бити лошег квалитета.
- Неки тестови у току МРТ, захтевају од испитаника да задрже дах 15 до 25 секунди како би се добио добар и квалитет снимака МРТ, што може стварати потешкоће код снимања одређених болесника.
- МРТ је тешко обавити код узнемирених, збуњених или особа са јаким боловима, јер код таквих особа постоје потешкоће да дуже леже у току снимања.
- Изузетно гојазне особе не могу да стану у отвор конвенционалних апарата за магнетну резонанцу.
- Присуство имплантата или других метални предмет, понекад отежава добијање јасне слике као и померања пацијента које може да има исти учинак.

## Контраиндикације
Нека стања и болести су контраиндикација за примену МРТ, а најчешће су;
- Клаустрофобија (страх од затвореног простора)
- Постојање страног тела, пре свега страног тела од гвожђа у телу;

- старе васкуларне клеме
- инсулинске пумпе
- стари хируршки стаплес
- имплантирани дозер лекова
- стари вештачки срчани залисци
- разни имплантати (у зависности од типа)
- метално страно тело у оку
- неуростимулатор
- крхотине или други метални предмети у телу.

Метални имплантати и други метални предмети када се изложе јаком магнетном пољу могу се намгнетисати, или оштетити јаким радио фреквентним таласима. Такође може доћи до њиховог загревања и настанка опекотина. Посебно су опасни неки метални страни предмети у оку или мозгу, тако да МРТ испитивање може бити контраиндиковано код таквих болесника. Модерне метални имплантати, као што су титанијум и легуре челика, што зависи од њиховог састава и дијамагнетских особина обично не стварају проблем у МРТ.
- Алергија на контрастно средство код магнетне резонантне ангиографије.
- Метода је неподесна за особе са глаукомом ока и код увећане простате
- Трудноћа и дојење. Нема доказа, да магнетна резонанца штети плоду, трудницама се не препоручује МРТ, осим ако је медицински то неопходно
- Тетоважа или стална шминка - нарочито ако садрже металне честице, може изазвати проблеме приликом снимања (могу настати опекотине), посебно када се користи уређаје са високом вредношћу магнетног поља.
- Брзо-покретни органи - попут срца могу бити приказане са смањеним квалитетом слике, или захтевају компензацију покрета. Кроз развој модерних мулти-каналних систем, који се све више срећу у болницама овај проблем је решен.
- Особе које улазе у просторију за МРТ не смеју имати са собом акустичке апарате и металне предмете (новца, стаплес, пирсинг, минђуше, наочаре итд... Електронски и механички уређаји, као што су сатови, пејсмејкери мобилни телефони, ПДА уређаји, МП3 плејери - могу бити изложени јаком магнетном пољу и радио таласима и престати са радом.

## Индикације
Неуролошке болести ендокранијума;
- Конгениталне малформације ЦНС са конгениталним аномалијама кранијума и кичменог стуба.
- Конгенитална обољења ЦНС
- Психомоторна ретардација
- Педијатријска аноксично-исхемична оштећења
- Интоксикације ЦНС
- Субакутна и хронична исхемична оштећења и цереброваскуларне абнормалности ЦНС
- Тумори лобање и мозга (примарни и секундарни) и краниофацијалног масива
- Обољења беле мождане масе
- Дегенеративна обољења ЦНС
- Дијагностика запаљењских неуролошких болести (мултипла склероза),
- Промена у задњој можданој јами мозга су посебно видљиво на МР (што није случај код компјутеризоване томографије).

- Примена МР у дијагностици неуролошких болести ендокранијума

Болести кичма и кичмене мождине;
- Дегенеративна обољења остеодискалног система (дискус хернија и остале промене на међупршљенским дискусима)
- Повреде кичме и кичмене мождине
- Запаљењски спондилитис
- Трауматске повреде кичменог стуба
- Тумори кичменог стуба и кичменог канала

Кардиоваскуларне болести;
- Анеуризма аорте, у грудном кошу и трбуху, или на другим великим крвним судовима.
- Атеросклероза каротидне артерије на врату, које могу ограничити проток крви до мозга и изазвати мождани удар.
- Дијагностика малих анеуризми и других малформација на артеријама мозга.
- Атеросклероза и сужења крвних судова на ногама и припрема болесника за ендоваскуларне интервенције или операције.
- Болест артерија бубрега, или сагледавање протока крви, како би се извршиле припреме за трансплантацију бубрега.
- Као интервентна радиолошка метода у хирургији болести крвних судова, као што је усађивање стентова или процена стања после имплантације стента.
- Откривање повреде једна или више артерија у врату, грудима, трбуху, карлици и удовима код повређених болесника.
- Процена васкуларизације тумора пре операције или других поступака, као што је емболизација или селективна унутрашња зрачна терапија.
- Дијагностика дисекција или раздвајања на грудној или трбушној аорти или њеним главним гранама.
- Дијагностика обима атеросклерозе у коронарним артеријама и избор хируршке методе, као што је коронарни бајпас.

- Примена МР у дијагностици кардиоваскуларних болести
- МРА крвних судова лобање
- МРА грудне аорте и њених колатерала
- МРА срчаних комора
- МРА аорте и њених грана
- Ангио МРА

Ендокрине болести
Плућне емболије (угрушака крви из вена ногу), и друге болести плућа.
Болести трбуха и карлице:
- Болести органа за варење и других органа трбуха и карлице,
- Болести хепато-билијарног стабла, панкреаса и жучних путева у одређеним болестима јетре и панкреаса (тумора панкреаса, инсуфицијенција спољашњег панкреаса) и порталног система.

Болести костију, зглобова и мишића
- Дијагностика болести костију и околних структура (кука, колена, менискуса, укрштених лигамента), посебно код спортиста
- Дијагностика туморских процеса на зглобовима мишићима и костима.